# Home Nations Championship 1898
Home Nations Championship 1898 – szesnasta edycja Home Nations Championship, mistrzostw Wysp Brytyjskich w rugby union, rozegrana pomiędzy 5 lutego a 2 kwietnia 1898 roku. Podobnie jak rok wcześniej turnieju nie udało się dokończyć, ponieważ po aferze Goulda, który został oskarżony o zawodowstwo, Szkoci odmówili rozegrania meczu z Walijczykami. 
Zgodnie z ówczesnymi zasadami punktowania przyłożenie i karny były warte trzy punkty, podwyższenie dwa, natomiast pozostałe kopy cztery punkty.

## Mecze
| 5 lutego 1898 | Anglia                     | 6:9(0:6) | Irlandia                                  | Athletic Ground, Richmond Widzów: 20 000 Sędzia: Graham Findlay |
| 5 lutego 1898 | Robinson 3 (P) Byrne 3 (K) | 6:9(0:6) | L. Magee 3 (P) Lindsay 3 (P) Bulger 3 (K) | Athletic Ground, Richmond Widzów: 20 000 Sędzia: Graham Findlay |

| 19 lutego 1898 | Irlandia                                   | 0:8 | Szkocja | Balmoral Showgrounds, Belfast Widzów: 12 000 Sędzia: Temple Gurdon |
| 19 lutego 1898 | Tom Scott 6 (2P) Thomas Munro Scott 2 (pd) | 0:8 |         | Balmoral Showgrounds, Belfast Widzów: 12 000 Sędzia: Temple Gurdon |

| 12 marca 1898 | Szkocja      | 3:3 | Anglia      | Powderhall, Edynburg Widzów: 18 000 Sędzia: J. Dodds |
| 12 marca 1898 | McEwan 3 (P) | 3:3 | Royds 3 (P) | Powderhall, Edynburg Widzów: 18 000 Sędzia: J. Dodds |

| 19 marca 1898 | Irlandia     | 3:11(3:5) | Walia                                        | Tennis Club, Limerick Sędzia: A. Turnbull |
| 19 marca 1898 | Bulger 3 (K) | 3:11(3:5) | Dobson 3 (P) Huzzey 3 (P) Bancroft 5 (pd, K) | Tennis Club, Limerick Sędzia: A. Turnbull |

| 2 kwietnia 1898 | Anglia                                                   | 14:7(6:3) | Walia            | Rectory Field, Blackheath Widzów: 20 000 Sędzia: James Magee |
| 2 kwietnia 1898 | Fookes 6 (2P) F. Stout 3 (P) P. Stout 3 (P) Byrne 2 (pd) | 14:7(6:3) | Huzzey 7 (P, dg) | Rectory Field, Blackheath Widzów: 20 000 Sędzia: James Magee |